# Zadni Gerlach

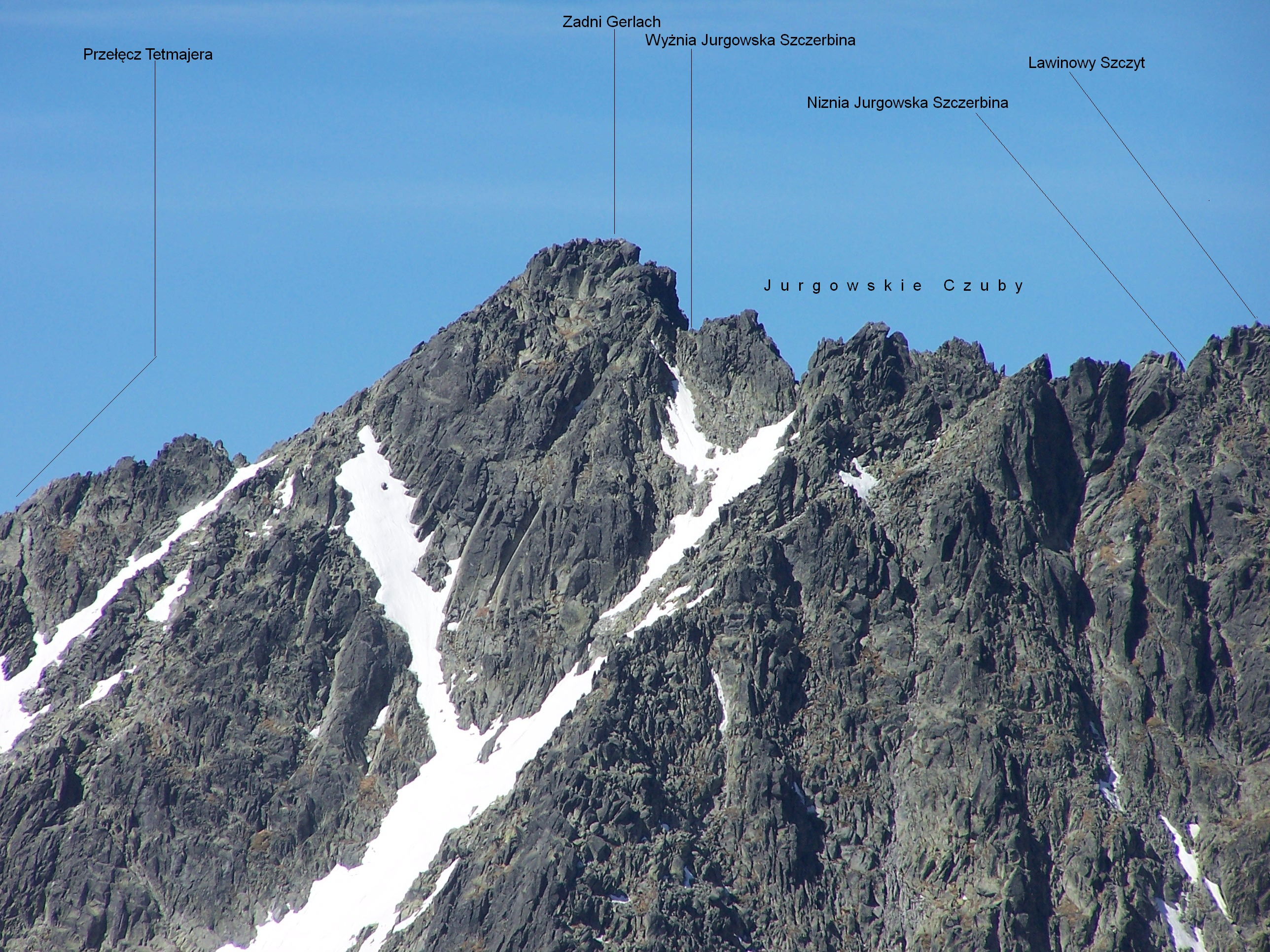
Widok na grań Zadniego Gerlacha ze Staroleśnego Szczytu

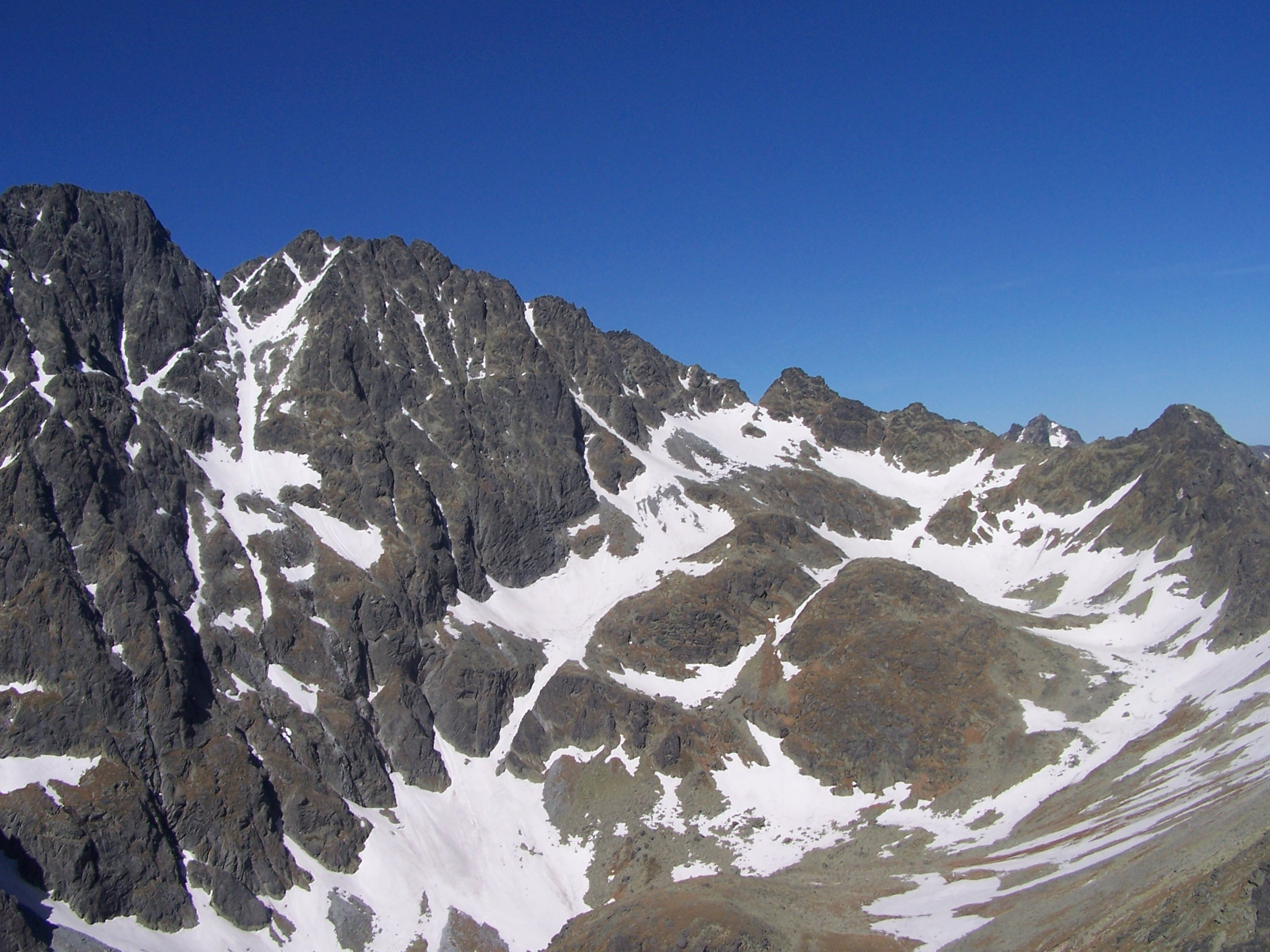
Zadni Gerlach

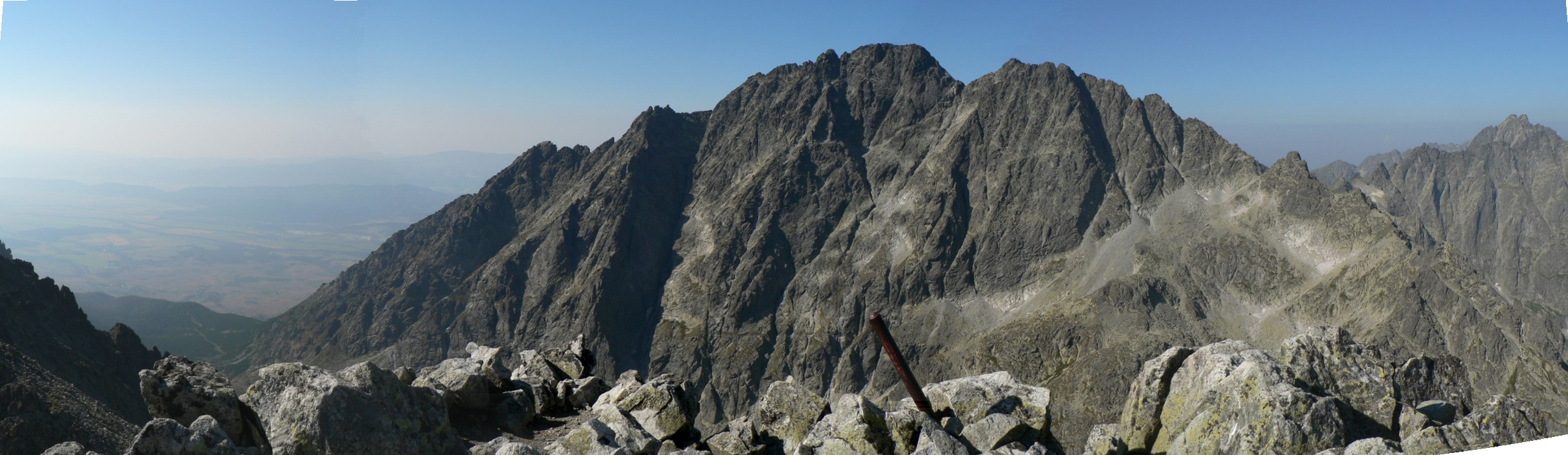
Zadni Gerlach na prawo od najwyższego na zdjęciu Gerlacha, pomiędzy nimi Przełęcz Tetmajera

Zadni Gerlach, Zadni Gierlach (słow. Zadný Gerlach, niem. Samuel-Roth-Spitze, węg. Róth Sámuel csúcs, Hátsó-Gerlachfalvi-csúcs) – zwornikowy, trójwierzchołkowy szczyt w grani głównej Tatr leżący na terenie Słowacji. Zadni Gerlach jest najbardziej na północ położoną częścią masywu Gerlacha (Gerlachovský štít).
Nazwy szczytu niemiecka i węgierska upamiętniają Samuela Rotha, spiskoniemieckiego speleologa, geologa i wybitnego działacza turystycznego Węgierskiego Towarzystwa Karpackiego w rejonie Tatr.

## Topografia
Pomiary z 2018 roku wykonane metodą lotniczego skaningu laserowego wskazują, że wysokość wierzchołka wynosi 2617 m. Wcześniej w literaturze podawane były inne wysokości szczytu: ok. 2625, 2616, ok. 2640, 2637 lub 2638 m. W zależności od przyjętej wysokości Zadni Gerlach określany był niekiedy mianem najwyższego szczytu w grani głównej Tatr, o co rywalizował z Lodowym Szczytem (według pomiarów z 2018 roku 2628 m).
Z trzech wierzchołków Zadniego Gerlacha najwyższy jest wierzchołek południowy, pozostałymi są Lawinowy Szczyt (wierzchołek środkowy) i Gerlachowska Kopa (wierzchołek północny). W wierzchołku południowym od grani głównej oddziela się potężna grań południowo-wschodnia, w której położony jest najwyższy szczyt Tatr – Gerlach, oddzielony Przełęczą Tetmajera (Gerlachovské sedlo).
W kierunku zachodnim grań Zadniego Gerlacha opada na Wschodnią Batyżowiecką Przełęcz, dalej w stronę Batyżowieckiego Szczytu znajdują się jeszcze Batyżowieckie Czuby i Zachodnia Batyżowiecka Przełęcz. Ponad Wschodnią Batyżowiecką Przełęczą wznosi się w grani kilka turni, spośród których najwybitniejsza jest Targana Turnia o kształcie mitry biskupiej.
Północna grań Zadniego Gerlacha, opadająca na Litworową Przełęcz (Litvorové sedlo), zawiera wiele mało wybitnych wzniesień i przełączek, którymi są kolejno:
- Wyżnia Jurgowska Szczerbina (Vyšná Jurgovská štrbina, 2595 m),
- Jurgowskie Czuby (Jurgovské zuby, 2603 m),
- Niżnia Jurgowska Szczerbina (Nižná Jurgovská štrbina, 2594 m),
- Lawinowy Szczyt (Lavínový štít, 2602 m),
- Wyżnia Gerlachowska Przełączka (Vyšná Gerlachovská lávka, Lavínová štrbina, 2588 m),
- Gerlachowska Kopa (Gerlachovská kopa, Lavínová veža, 2598 m),
- Pośrednia Gerlachowska Przełączka (Prostredná Gerlachovská lávka, Lavínové sedlo, 2566 m),
- Wyżnia Wysoka Gerlachowska (Veľká Litvorová veža, 2581 m),
- Niżnia Gerlachowska Przełączka (Nižná Gerlachovská lávka, 2523 m),
- Gerlachowska Turniczka (Gerlachovská vežička, 2528 m),
- Wyżnia Łuczywniańska Szczerbina (Vyšná Lučivnianska lávka, 2521 m),
- Niżnia Wysoka Gerlachowska (Malá Litvorová veža, 2536 m),
- Niżnia Łuczywniańska Szczerbina (Nižná Lučivnianska lávka, 2482 m),
- Wielicka Turniczka (Lučivnianska veža, 2486 m).

Od południowego wschodu szczyt Zadniego Gerlacha zamyka Dolinę Kaczą (Kačacia dolina) należącą do systemu Doliny Białej Wody (Bielovodská dolina). Grań, w której wznosi się Gerlach, oddziela od siebie doliny walne: Dolinę Wielicką (Velická dolina) i Dolinę Batyżowiecką (Batizovská dolina).

## Historia
W okresie przed rozbiorami granica pomiędzy Polską a Węgrami biegła środkiem Doliny Białej Wody, dochodząc do głównej grani Tatr wzdłuż Rówienkowego Potoku. Następnie biegła w kierunku zachodnim główną granią Tatr. Z tego powodu Zadni Gerlach przez wiele stuleci był najwyższym szczytem Polski. Ten stan rzeczy został zmieniony w wyniku nowego rozgraniczenia pomiędzy Węgrami a Galicją, dokonanego w nieznanych okolicznościach pod koniec XVIII w., w ramach Monarchii Habsburgów. Nowy przebieg granicy został ostatecznie usankcjonowany w 1902 r., w wyniku sporu o Morskie Oko.
W latach 1938–1939, w wyniku przyłączenia do Polski obszaru Spisza (obejmującego Dolinę Białej Wody i Dolinę Jaworową), Zadni Gerlach ponownie znalazł się w Polsce, jednak najwyższym wierzchołkiem stał się Lodowy Szczyt.
Pierwsze odnotowane wejścia:
- latem: Janusz Chmielowski i przewodnik Jędrzej Wala młodszy, 24 sierpnia 1895 r.,
- zimą: Gyula Hefty i Gyula Komarnicki, 9 lutego 1913 r.

W październiku 1944 r. w rejonie szczytu miała miejsce katastrofa lotnicza. W ścianę poniżej głównego wierzchołka Zadniego Gerlacha od strony Doliny Batyżowieckiej (Batizovská dolina) uderzył radziecki samolot Li-2 wiozący żołnierzy 2 Czechosłowackiej Brygady Spadochronowej. Podczas katastrofy zginęły 22 osoby, tj.16 Słowaków i 6 Rosjan, (przez długi czas uznawano, że zginęły 24 osoby, tak podano również na pomniku), których ciała i wrak maszyny odnaleźli 18 sierpnia 1945 r. taternicy Danuta Schiele i Tadeusz Orłowski. Żołnierze zostali pochowani na cmentarzu w pobliskiej wsi spiskiej Gierlachów w 1946 r. Pomnik upamiętniający ofiary postawiono w 1950 r. w Tatrzańskich Zrębach.